# Felipe Delpin
Luis Felipe Delpin Aguilar (Santiago de Chile, 10 de agosto de 1958-Santiago, 26 de febrero de 2025) fue profesor y político chileno. Ejerció como alcalde de la comuna de La Granja entre 2012 y 2024,y  fue concejal de la misma comuna desde 1992 a 2012. 
Entre 2017 y 2019 presidió la Asociación Chilena de Municipalidades (AChM), y de abril a septiembre de 2022 el Partido Demócrata Cristiano (PDC).

## Biografía
Se tituló Profesor en física y matemáticas, en la Universidad de Talca. Y obtuvo una diplomatura en gestión pública prospectiva y políticas públicas.
En 1992 fue elegido concejal de la comuna de La Granja, hasta 2012 en que fue electo alcalde, alcanzando en esa elección la primera mayoría nacional del pacto de la Concertación de Partidos por la Democracia, con más del 75% de votos conseguidos.
En el año 2020 fue invitado por el Ministerio de Salud (Minsal), para integrar la Mesa Social COVID-19, creada para enfrentar la pandemia en el país.

## Historial electoral
| Año  | Tipo        | Territorio | Pacto                                      | Partido | Votos  | %     | Resultado |
| ---- | ----------- | ---------- | ------------------------------------------ | ------- | ------ | ----- | --------- |
| 1992 | Municipales | La Granja  | Concertación Democrática                   | PDC     | 7766   | 14.03 | Concejal  |
| 1996 | Municipales | La Granja  | Concertación por la Democracia             | PDC     | 4673   | 8.86  | Concejal  |
| 2000 | Municipales | La Granja  | Concertación de Partidos por la Democracia | PDC     | 4467   | 8.50  | Concejal  |
| 2004 | Municipales | La Granja  | Concertación Democrática                   | PDC     | 11 961 | 26.01 | Concejal  |
| 2008 | Municipales | La Granja  | Concertación Democrática                   | PDC     | 6467   | 15.20 | Concejal  |
| 2012 | Municipales | La Granja  | Concertación Democrática                   | PDC     | 22 877 | 75.20 | Alcalde   |
| 2016 | Municipales | La Granja  | Nueva Mayoría                              | PDC     | 13 510 | 64.20 | Alcalde   |
| 2021 | Municipales | La Granja  | Unidos por la Dignidad                     | PDC     | 19 594 | 46.26 | Alcalde   |